# Oskarströms kyrka
Oskarströms kyrka är en kyrkobyggnad belägen i samhället Oskarström i Halmstads kommun. Sedan 1957 tillhör kyrkan Oskarströms församling (tidigare Enslövs församling och Slättåkra församling) i Göteborgs stift.

## Historia
Det område som skulle bli Oskarström hade till en början ingen egen kyrka. Det var uppdelat mellan Slättåkra och Enslövs församlingar. Tidigare hade Drareds skola varit gudstjänstlokal och dit gick maredsbor, som egentligen hade sin kyrka i Slättåkra, men den var belägen betydligt längre ifrån Oskarström. Esperedsgårdens folk hade sin kyrka i Enslöv. När jutefabriken byggdes, fick dess matsal bli gudstjänstlokal. År 1891, då skolan blivit klar, byggdes den så att en vikvägg mellan de två salarna kunde göra rummet större och användas som gudstjänstlokal. Ovanför ingången fanns en portal med ett kors och på taket ett torn med två klockor.
Från flera håll framfördes behovet av en kyrka. Medel till ett kyrkbygge insamlades bland annat genom spridande av Insamlingskort för byggande af kyrka åt fabriksarbetarne i Oskarström, där det på baksidan meddelades, att jutefabriken under flera år avlönat en prästman, som hållit gudstjänst i skolan varje sön- och helgdag, samt att en penninggåva skulle utlovas från Jutebolaget. Gåvor kom från Blekinge i söder till Dalarna i norr, men de räckte endast till en bråkdel av vad kyrkbygget skulle kosta. Slättåkra och Enslövs församlingar lämnade bidrag och även sulfitfabriken och Jutebolaget, liksom många enskilda oskarströmare.

## Kyrkobyggnaden
Kyrkan byggdes 1916-1917 på Vargbacken, en tomt som Jutefabriken skänkte till kyrkan, efter ritningar av arkitekt Otar Hökerberg och invigdes 1918. Byggnaden är en korskyrka i en stil som balanserar mellan jugend och nationalromantik. Den är uppförd i fogstruket, handslaget rött tegel från Slottsmöllans tegelbruk. Den har höga, rundbågade fönster, strävpelare, höga sadeltak och en mycket hög, smäcker spira över tornet i öster. Koret i väster är rakt avslutat och har tre fönster med glasmålningar. Taket och tornet är kopparklädda. Ett tornur i varje väderstreck visar tiden. Kyrkan har två stigluckor som leder in till området. År 2006 fick kyrktornet nytt koppartak.
Interiören har slammade väggar och tak och snickerierna är oljelaserade i en mörkbrun färgton. Särskilt innertak saknas och kyrkan har två läktare. Ovanför ingångarna och i långskeppet finns stora fönster. Dekorationsmålningar och glasmålningar har utförts av Yngve Lundström. 

## Inventarier
- Predikstolen har en korg av i mörkbrunt färgat trä. Korgen står på ett högt fundament murat i tegel.
- Dopfunten är skuren i mörkt trä och består av en liten cuppa med en rundad form undertill. Den vilar på en fyrsidig fot med avfasade hörn.
- En Johannesörn vid predikstolen och ett reliefarbete i trä ovanför altaret är utförda av Tore Strindberg.
- Altartavlan är en triptyk vars mittmotiv är lammet med segerfanan, vilket på sidorna flankeras av två knäböjande änglar.

### Klockor
Under de första åren användes klockor från Maredsskolan, där man under några år hållit gudstjänster. De hade ursprungligen använts i Jutefabriken och var tillverkade 1891. Under första världskriget saknades tenn att gjuta nya klockor och sådana tillkom först 1921. De tillverkades hos Bergholtz. De var en donation av sulfitfabriken och de gamla skänktes till Skavböke kapell. År 1921 tillkom också tornuren.  
- Storklockan har inskriptionen: Hör guds röst, när klockan ljuder! / Hör, hur Herren kallar dig! / Vakna, förrän Herren bjuder / klockan ringer sist för dig.
- Lillklockans inskription: Låt fridens bud / från höjden tona / genom kyrkoklockans ljud! / Hjälp oss tro, att Du vill sona / all vår synd, o Herre Gud!

### Orglar

#### Läktarorgel
- 1923 byggde Olof Hammarberg, Göteborg en orgel med femton stämmor, vilken byggdes ut 1942 av samma firma till sjutton stämmor.
- 1968 tillkom en mekanisk orgel byggd av Tostareds Kyrkorgelfabrik med mekanisk traktur och elektrisk registratur. Spelbordet är placerat på körläktaren under orgelläktaren. Instrumentet har 23 stämmor fördelade på två manualer och pedal.[2]

| Huvudverk I         | Bröstverk II      | Pedal         | Koppel |
| Principal 8´        | Gedakt 8´         | Subbas 16´    | I/P    |
| Rörflöjt 8´         | Fugara 8´         | Principal 8´  | II/P   |
| Oktava 4'           | Principal 4'      | Borduna 8´    | II/I   |
| Spetsflöjt 4'       | Rörflöjt 4'       | Kvintadena 2' |        |
| Oktava 2'           | Waldflöjt 2'      | Fagott 16'    |        |
| Sesquialtera 2 chor | Nasat 1 1/3'      | Skalmeja 4'   |        |
| Mixtur 4 chor       | Scharff 2 chor    |               |        |
| Dulcian 16'         | Krumhorn 8'       |               |        |
| Trumpet 8'          | Tremulant         |               |        |
|                     | Crescendosvällare |               |        |

#### Kororgel
Som kororgel används ett mekaniskt instrument från 2005 med sex stämmor fördelade på manual och pedal. Det är den sista orgeln som tillverkades vid Västbo Orgelbyggeri.

## Bilder

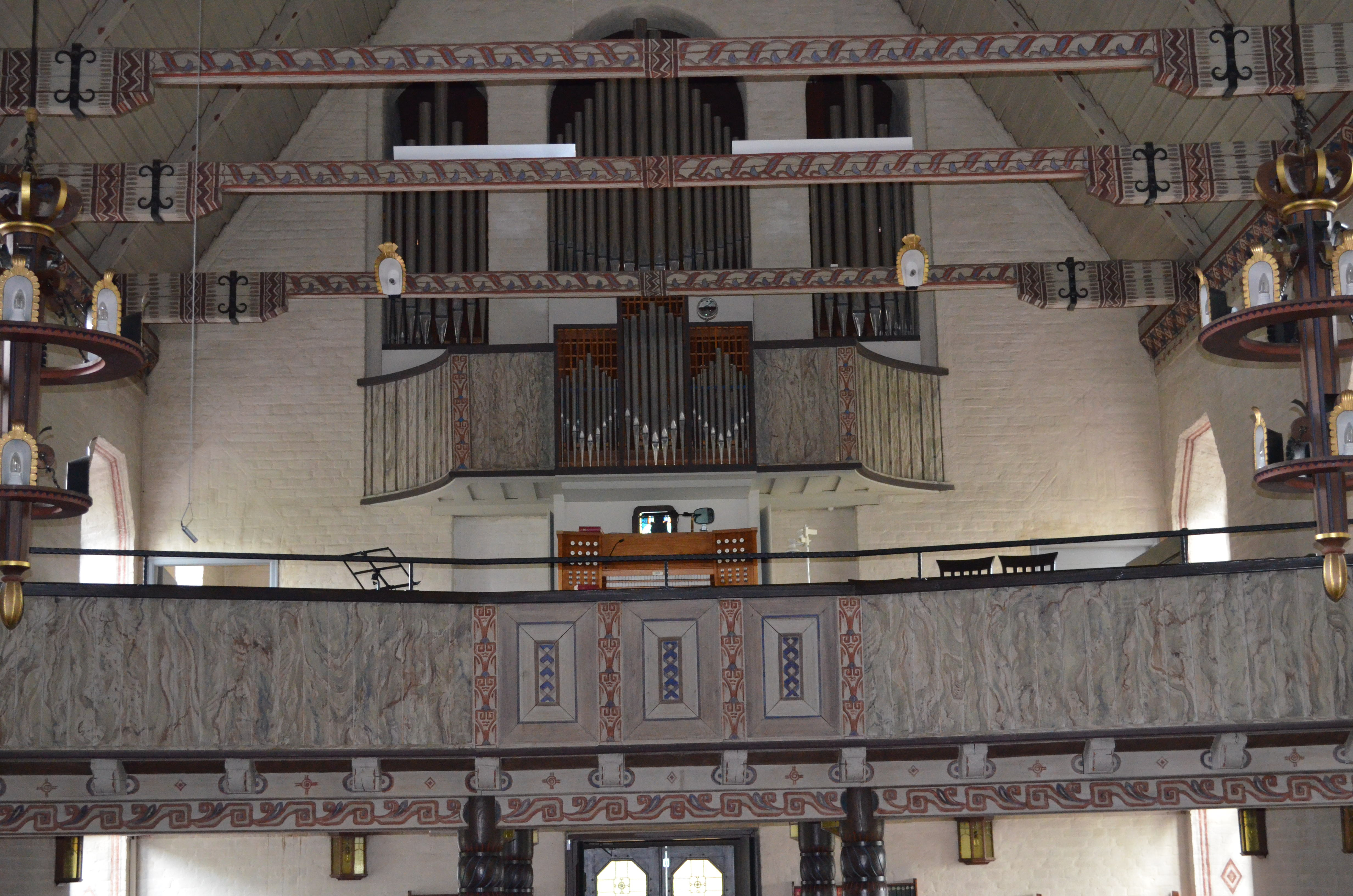
Orgelläktaren.
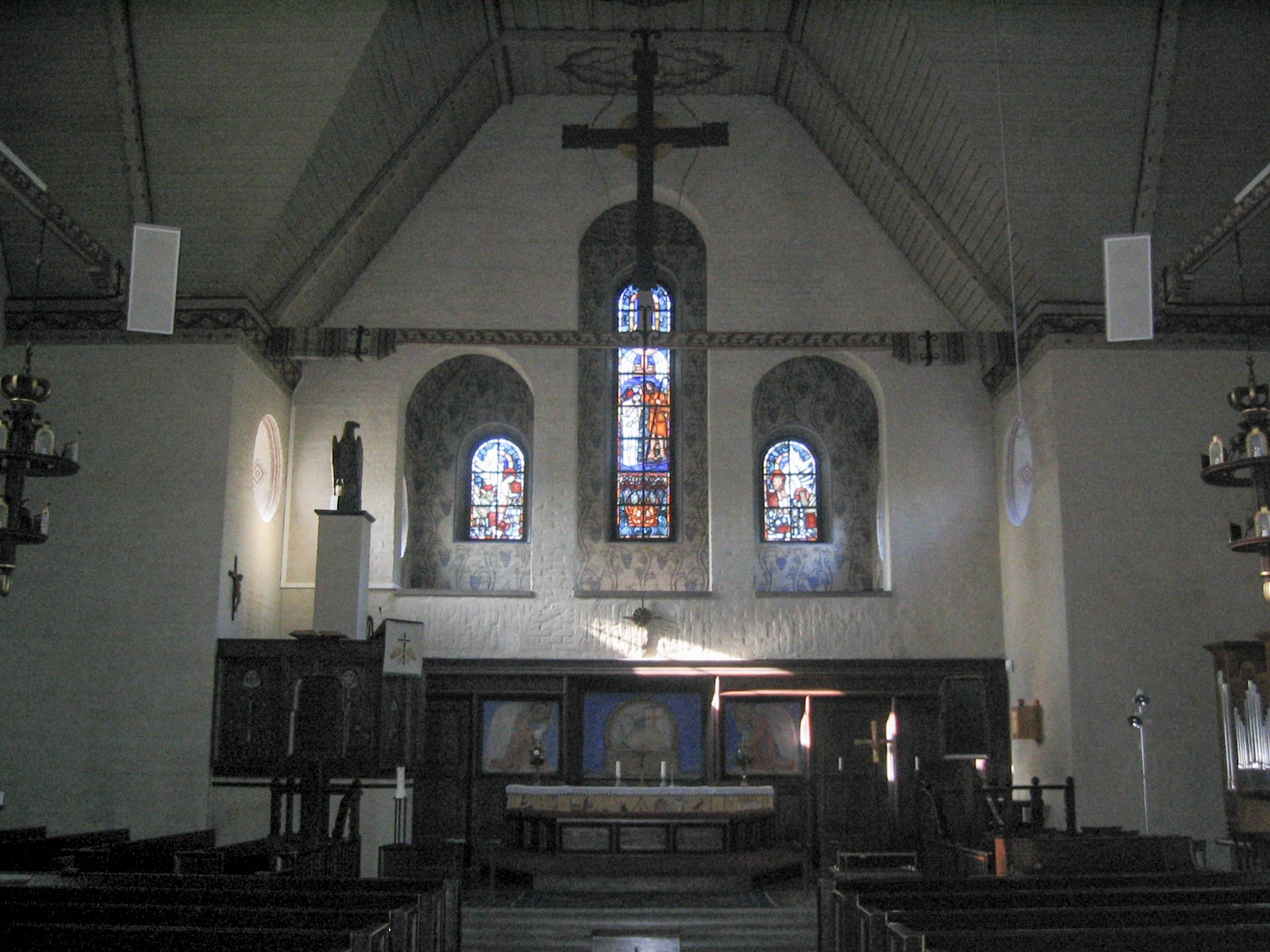
Interiör och kyrkfönster på södra sidan.